# Leberspätzle

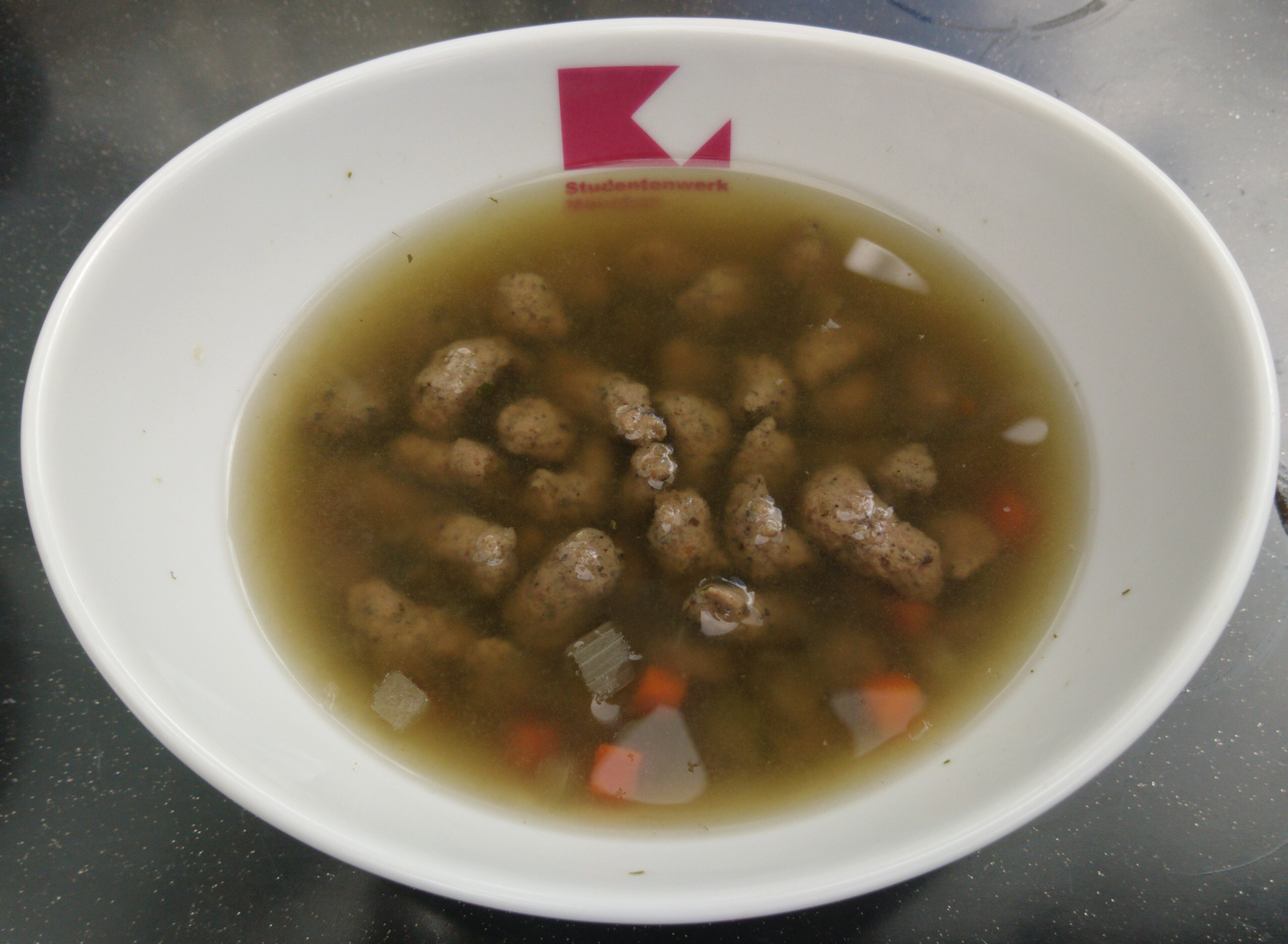
Leberspätzlesuppe

Leberspätzle sind in etwa so groß wie gewöhnliche Spätzle, bestehen aber aus Leber, Ei, Mehl und Gewürzen. Leberspätzle können sowohl als Suppeneinlage als auch als eigenständiges Gericht verzehrt werden. Die Masse, aus der Leberspätzle gemacht werden, ähnelt der des Leberknödels. Leberspätzle sind jedoch deutlich kleiner.
Leberspätzle als Tellergericht und Leberspätzlesuppe sind vor allem in Schwaben anzutreffen, aber auch in anderen Regionen in Süddeutschland sowie in Österreich beliebt.